# محمود شويل
محمود بن علي بن عبد الرحمن شُوَيْل (11 مايو 1885 -6 مارس 1953) (27 رجب 1302 - 20 جمادى الآخرة 1372) عالم مسلم ومدرس ديني وصحفي حجازي - سعودي من أهل القرن الرابع عشر الهجري/ العشرين الميلادي. ولد في المدينة المنورة من عائلة مهاجرة مصرية ونشأ بها. تلقى علومه ومعارفه فيها على يد عدد من العلماء، حتى برع، وتصدّر للتدريس في المسجد النبوي، فصارت له حلقة وتلاميذ، وبقي في هذه المهمة حتى وفاته. هو فقيه مالكي وقد ولي إلى جانب التدريس نيابة القضاء في المدينة. قام برحلات طويلة إلى عدد من البلدان منها تركيا وأوزبكستان وإسبانيا. توفي في مكة ودفن بمقبرة المعلاة.

## أسرته
بيت شويل أصلهم من صعيد مصر من بلدة أبي تيج التابعة لمديرية أسيوط وأول منهم مهاجرًا إلى الحجاز هو علي بن عبد الرحمن بن محمد شويل في سنة 1302 هـ/ 1885 م. وبيت شويل عائلة كبيرة مشهورة فيها. 

## سيرته
ولد محمود بن علي شويل في 27 رجب 1302/ 11 مايو 1885 في المدينة المنورة بولاية الحجاز العثمانية حيث أن والده هاجر من بلدته من مصر، وكان محمود في بطن أمه فكان أول مولود يولد لوالده. 

### تعليمه وتدريسه
بدأ تعليمه في سن مبكر بتعلم القرآن على يد والده، وحفظ الآجرومية ثم ألفية ابن مالك، ورسالة الدردير، ثم الجوهر المكنون. وفي عام 1320 هـ/ 1902 م اتصل بشيخ فالح الظاهري فتتلمذ عليه، وأخذ عن محمد الكتاني وقرأ عليه الحديث في 1322 هـ/1904 م ومن العلماء الذين حضر حلقائهم وأخذ عن حبيب الرحمن الكاظمي وإبراهيم الأسكوبي وعمر حمدان. 

في عام 1340 هـ/ 1922 م اختير عالمًا من علماء المسجد النبوي، وعقد حلقته ضمن حلقات المسجد، وكانت من كبار الحلقات. وقد تتلمذ عليه كثير. 

، وعاد إلى التدريس في المسجد النبوي بعد استقالته من القضاء في 1925، وكانت توجد هيئة تدريس رسمية للمسجد النبوي وكان هو أحد أعضائها. وبعد فترة اختير من قبل أمير المدينة عبد العزيز بن إبراهيم مدرسًا واعظًا بمجلسه الخاص، فلقّب بـمدرس الإمارة. 

### في القضاء
وفي عام 1043 هـ/ 1924 م وحينما حكم الملك عبد العزيز الحجاز، واستقر الحكم السعودي على الحجاز، وفي شهر رمضان من تلك السنة، أمر عبد العزيز بتشكيل محكمة شرعية كبرى بالمدينة‌ ، فعيّن رئيسًا للقضاة وأمين للفتوى بالمدينة. واستمر محمود شويل لمدة عام في منصبه ثم قدم استقالته وقبلت، وعاد إلى التدريس. 

### رحلاته
تحوّل إلى داعية للمذهب السلفي وقام برحلات طويلة إلى عدد من البلدان منها تركيا وأوزبكستان وإسبانيا بدايتًا من عام 1357 هـ/ 1938 م رحل إلى الهند برفقة صديقة محمد حسين زيدان، وهي رحلة دعوة قام بها لتدريس الإسلامي والعربي، وكانت مدتها ستة أشهر.  ومن رحلاته أنه سافر إلى مصر موطن آبائه، داعيًا وعالمًا. 

### في السياسة
عندما قامت الحرب العالمية الأولى في 1334 هـ/ 1916 م كان شويل من العلماء الدين الذين أبعدهم فخري باشا من الحجاز متهمًا بأنه من مؤيدي الشريف حسين. حيث نفوه إلى تركيا وبقي بها فتره ثم انتقل إلى الآستانة ومدن أخرى في الأناضول. وبعد عام ونصف العام انتدب شويل من قبل الخديوي في مهمة إلى مكة، وكان ذلك في عام 1337 هـ/ 1919 م، فنزل على الشريف الحسين فأكرمه وأرسل جميع وزرائه لزيارته. وفي نهاية العام انتهت المهمة‌، فعاد إلى الآستانة ومعه الجواب إلى الخديوي، فمكث إلى عام 1340 هـ‌/ 1922 م، ثم عاد إلى المدينة ورجع إلى تدريسه.

ترشح من أهل المدينة ليكون أحد أعضاء المؤتمر الوطني.

وفي عام 1358 هـ/ 1939 م طلب شويل من عبد العزيز إعفاءه من جميع الوظائف المسندة إليه، فصدر الأمر بذلك. وبعده سكن مكة عاكفًا. 

### في الصحافة
يعد شويل من المحبين للصحافة وكان هو من أبرز صحفيين عصره في الحجاز، وله مساهمات صحفية سياسية، حيث يعد أقدم صحفي بالمدينة، وكان يوقع في آخر مقالاته بـ«الصحفي المدني العجوز». 

وكان يكتب في المبادئ الإسلامية تحت عنوان «من محاسن الإسلام»، ويعتبر هو من المؤسسين لجريدة المدينة، وكان صديقًا لعثمان حافظ.
وله مساجلات بينه وبين شكيب أرسلان حول الحديث النبوي، وصحة ما رواه البخاري. 

## حياته الشخصية
كان من محبي الفلاحة، الأمر الذي جعله يشرف على أرضه بنفسه ويرعاها. وقد ترك مكتبة كبيرة، قام ابنه العمه عبد الحميد شويل بإهدائها إلى مكتبة الحرم. 

## وفاته
توفي محمود شويل في يوم الجمعة 20 جمادى الآخرة 1372 / 6 مارس 1953 بمكة وشيعت جنازة ضمن موكب كبير، حضره عدد من رجال الدولة وأعيانها، ودفن بمقابر المعلاة. 

## مؤلفاته
وله مؤلفات منهم:
- منزلة الحديث من الدين
- القول الفصل في حقيقة سجود الملائكة
- القول السديد في قمع الحزاري الصنديد أو القول السديد في قمع الضال العنيد، 1953 في موقع archive.org
- تعارض الأدلة السمعية والعقلية
- إرشاد الحائرين لرد شبهات المشبهين